# توماس لدین
توماس لدین (به انگلیسی: Tomas Ledin) (زاده ۱۸ اکتبر ۱۹۴۶) خواننده سوئدی است.
او نماینده سوئد در یوروویژن ۱۹۸۰ بود.